# Hildegard Huza
Hildegard Huza (* 1951 in Hamburg) ist eine deutsche Bildhauerin.

## Leben und Werk
In den 1970er-Jahren besuchte Hildegard Huza Kurse zum Thema Ölmalerei, Radierung und Druck. Zu Beginn der achtziger Jahre war sie Schülerin der Bildhauerin Karin Hertz. Darüber hinaus absolvierte Hildegard Huza eine Steinmetzlehre. 1984 stellte sie ihre Skulpturen erstmals aus. Bis in die Gegenwart waren ihre Arbeiten auf mehr als 40 Einzel- und Gemeinschaftsausstellungen vertreten. Seit 1987 gehört Huza der GEDOK an.

## Mahnmal für die Opfer des Feuersturms
1985 schuf Hildegard Huza das Mahnmal für die Opfer des Feuersturms im Jahr 1943 in Hamburg. Dieses zeigt einen Menschen, der in einer zerstörten Mauerecke aus Klinkersteinen kauert. Die Skulptur erinnert an 370 Menschen, die beim Bombenangriff in der Nacht zum 30. Juli 1943 im öffentlichen Luftschutzraum des vollkommen zerstörten Karstadt-Gebäudes in der Hamburger Straße erstickten. Sie ist eine Mahnung für den Frieden.

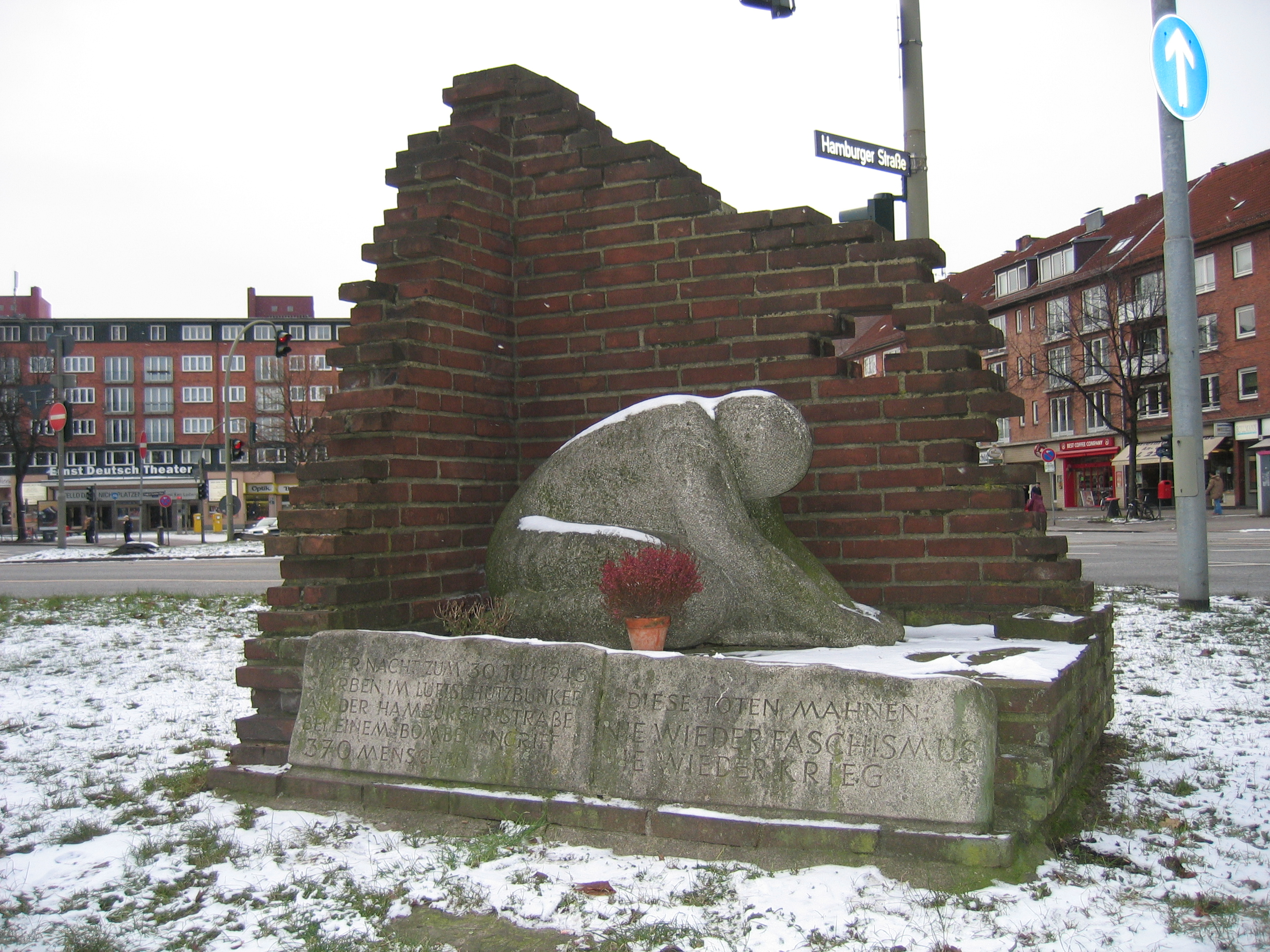
Mahnmal für die Opfer des Feuersturms in Hamburg. Ursprünglich nach Westen ausgerichtet.
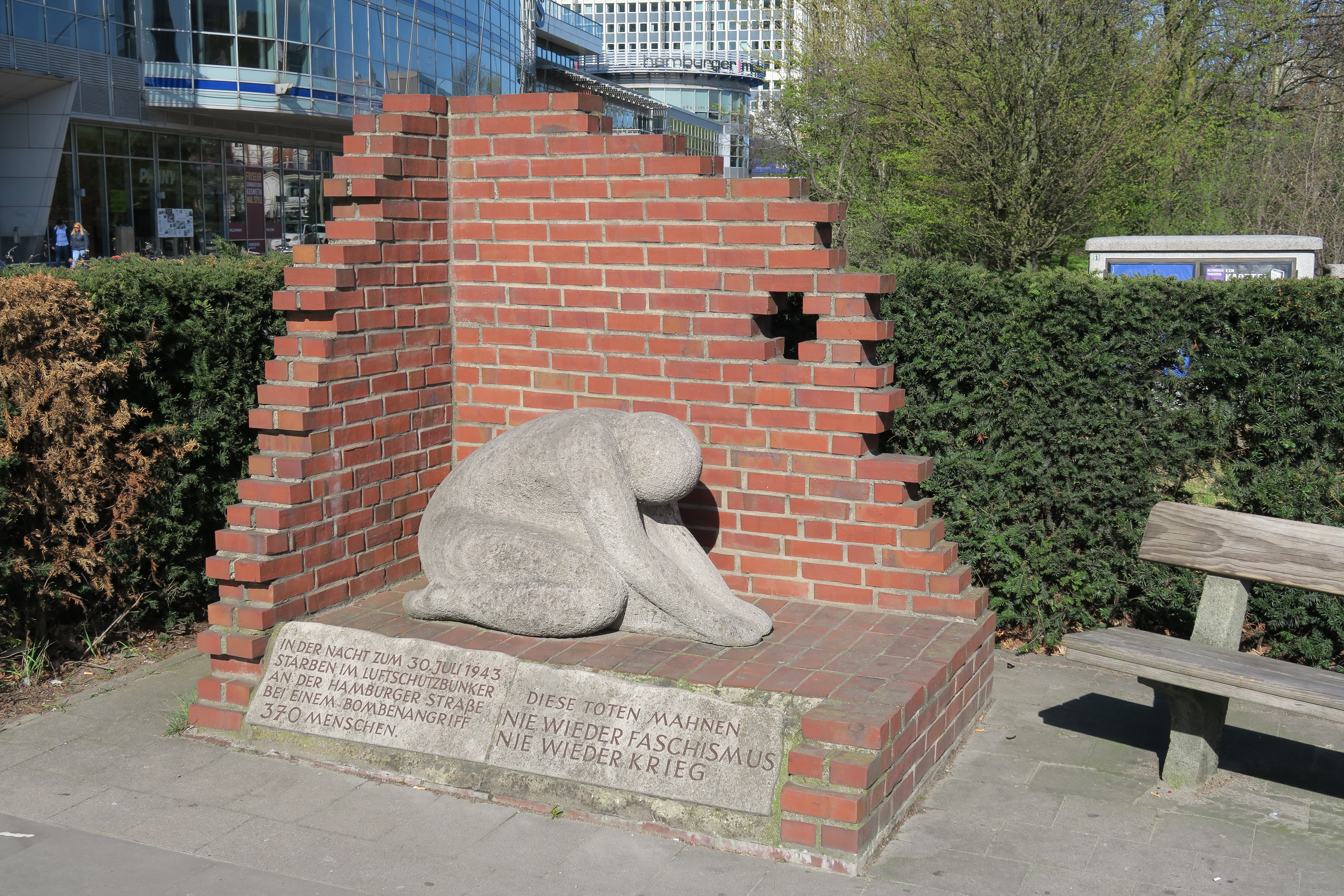
Mahnmal für die Opfer des Feuersturms in Hamburg. Nach Straßenumbau nach Osten ausgerichtet.
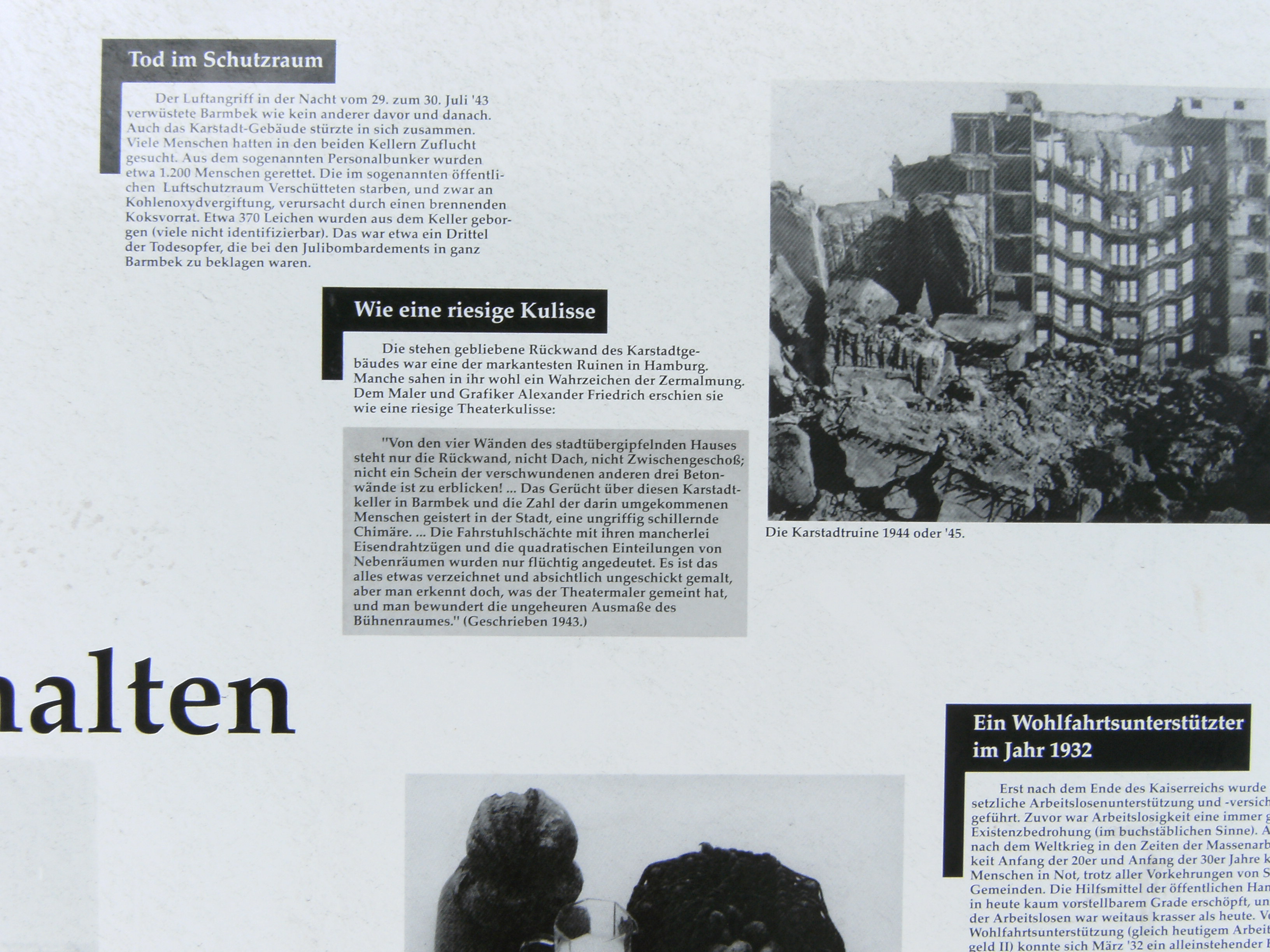
370 Tote im öffentlichen Luftschutzbunker des ehemaligen Karstadt-Gebäudes.